# 埃斯特爾 (路易斯安那州)
埃斯特爾（英語：Estelle）是位於美國路易斯安那州傑佛遜堂區的一個普查規定居民點。

## 人口
根據2020年美國人口普查的數據，埃斯特爾的面積為12.04平方千米，當中陸地面積為12.02平方千米，而水域面積為0.02平方千米。當地共有人口17952人，而人口密度為每平方千米1,491.03人。